# Федерація легкої атлетики України
Громадська спілка «Федерація легкої атлетики України» — всеукраїнська спілка громадських організацій (територіальних федерацій легкої атлетики Автономної Республіки Крим, областей України, міст Київ і Севастополь), яка утворена на необмежений строк і є єдиним національним керівним органом легкої атлетики в Україні для управління нею, її розвитку та популяризації відповідно до цілей, встановлених Світовою легкою атлетикою, Європейською легкоатлетичною асоціацією та статутом організації.
До 2018 організація мала назву «Федерація легкої атлетики України». 2018 року її повна назва була змінена на «Легка атлетика України». Водночас, скорочена назва організації (ФЛАУ) була залишена як абревіатура колишньої її повної назви. У травні 2021 рішення Конференції ФЛАУ організації була повернута її первісна назва — «Федерація легкої атлетики України».
ФЛАУ має статус національної спортивної федерації в розумінні Закону України «Про фізичну культуру і спорт» та визнається Світовою легкою атлетикою.
ФЛАУ є юридичного особою, організаційно-правовою формою якої є громадська спілка відповідно до Закону України «Про громадські об'єднання», а також є неприбутковою організацією.
ФЛАУ декларує визнання мети та принципів Олімпійського руху, взаємодіє з Національним олімпійським комітетом України та Міністерством України у справах сім'ї, молоді та спорту як центральним органом виконавчої влади з питань фізичної культури

## Мета ФЛАУ
Відповідно до статуту, метою ФЛАУ є здійснення та захист прав і свобод, задоволення суспільних, зокрема спортивних, інтересів з управління, розвитку та популяризації легкою атлетики.

## Завдання ФЛАУ
Завданнями ФЛАУ є:
- управління легкою атлетикою як одним із видів спорту в Україні
- розвиток легкої атлетики як одного із видів спорту в Україні
- популяризація легкої атлетики як одного із видів спорту в Україні
- пропаганда легкої атлетики як одного із видів спорту в Україні
- сприяння та просування етичних цінностей легкої атлетики як предмету виховання суспільства
- заохочення участі у легкій атлетиці на всіх рівнях в Україні шляхом проведення змагань, заходів, програм та організації подій
- встановлення, керування, контролю та нагляду за змаганнями, ведення статистики в легкій атлетиці
- регулювання легкої атлетики як одного з видів спорту в Україні шляхом розробки правил і регламентів, системи суддівства, які використовуються у ФЛАУ
- захист цілісності легкої атлетики як одного із видів спорту в Україні та ФЛАУ шляхом розробки та впровадження стандартів поведінки й етичного поводження, реалізація ефективного управління
- захист чистих атлетів у легкій атлетиці, застосування і дотримання Всесвітнього антидопінгового кодексу й Антидопінгових правил Світової легкої атлетики, впровадження правил, програм, систем та дисциплінарних заходів
- заохочення та підтримки розвитку, організації та поширення легкої атлетики в Україні через територіальні федерації легкої атлетики
- підтримка та надання допомоги територіальним федераціям легкої атлетики й клубам, які розвивають, популяризують і пропагують легку атлетику відповідно до цілей Світової легкої атлетики, Європейської легкоатлетичної асоціації та ФЛАУ
- просування легкої атлетики як одного із видів спорту в Україні за допомогою поточних досліджень та розробок, включаючи поширення технічної, медичної, матеріально-технічної та іншої інформації про легку атлетику
- збереження права кожної людини на участь у легкій атлетиці, без будь-якої незаконної дискримінації в дусі дружби, солідарності та чесної гри
- запобігання і протидія насильству за ознакою статі в легкій атлетиці й в спорті в цілому, в тому числі всім проявам насильства стосовно жінок, чоловіків та щодо неповнолітніх
- визнання ФЛАУ в Міжнародному олімпійському комітеті, Світовій легкій атлетиці, Європейській легкоатлетичній асоціації та підтвердження провідної ролі ФЛАУ в Олімпійському русі та легкій атлетиці
- створення, організація, контроль та виконання програми легкої атлетики, в тому числі на Олімпійських іграх та інших міжнародних змаганнях
- співпраця з іншими спортивними організаціями, громадськими й приватними організаціями та органами влади для сприяння розвитку спорту в цілому, в тому числі легкої атлетики
- кооперація з партнерами та іншими організаціями для захисту та вдосконалення матеріальної бази ФЛАУ, включаючи укладання маркетингових та спонсорських угод для реалізації заходів з легкої атлетики
- заохочення, впровадження та реалізація програми забезпечення стійкості легкої атлетики, включаючи партнерів, з якими співпрацює легка атлетика[4]

## Напрямки діяльності ФЛАУ
Для досягнення власної мети ФЛАУ:
- розробляє та реалізує комплексні, цільові та навчальні програми розвитку легкої атлетики України
- розробляє та представляє до органів виконавчої влади у сфері фізичної культури та спорту програми розвитку легкої атлетики в Україні в порядку, встановленому законодавством
- бере участь у розробці проектів рішень органів виконавчої влади України у сфері фізичної культури та спорту
- розробляє правила і регламенти ФЛАУ та систему суддівства
- затверджує політики, правила і регламенти ФЛАУ, встановлює систему суддівства
- встановлює права та обов'язки учасників і членів ФЛАУ, в тому числі санкції
- застосовує правила та регламенти, які передбачають відповідальність учасників і членів ФЛАУ за порушення чи невиконання положень статуту
- протидіє використанню допінгових засобів, у тому числі й методів їх використання у легкій атлетиці відповідно до законодавства України, правил та регламентів Світової легкої атлетики, Європейської легкоатлетичної асоціації
- протидіє порушенню прав кожної людини на участь у легкій атлетиці, в тому числі проявам незаконної дискримінації та сприяє проявам духу дружби, солідарності та чесної гри у легкій атлетиці
- розробляє кваліфікаційні вимоги до присвоєння відповідних категорій суддям та кваліфікаційні нормативи для легкоатлетів
- здійснює атестацію і сертифікацію тренерів, агентів та спортивних суддів з легкої атлетики, контролює їх діяльність відповідно до положень, затверджених Радою ФЛАУ, організовує та проводить заходи, семінари, симпозіуми, конференції, лекції тощо з підвищення кваліфікації спеціалістів легкої атлетики
- здійснює сертифікацію спортивних споруд, трас і об'єктів інфраструктури легкоатлетичного призначення відповідно до вимог, встановлених Світовою легкою атлетикою, Європейською легкоатлетичною асоціацією та ФЛАУ, видає відповідний документ, який підтверджує сертифікацію
- здійснює авторизацію проєктних, будівельних та інших організацій, які виконують проєктні та інші роботи з облаштування спортивних споруд, трас і об'єктів інфраструктури легкоатлетичного призначення та монтаж легкоатлетичного обладнання, видає відповідний документ, який підтверджує авторизацію
- здійснює авторизацію фізичних осіб, підприємств, установ і організацій, які мають право про надання висновків щодо відповідності спортивних споруд, трас і об'єктів інфраструктури легкоатлетичного призначення вимогам, встановленим Світовою легкою атлетикою, Європейською легкоатлетичною асоціацією та ФЛАУ, видає відповідний документ, який підтверджує авторизацію
- визнає в порядку, встановленому статутом, клуби, які здійснюють на постійній основі тренувальний процес та іншу діяльність легкоатлетичного спрямування щодо їх права брати участь у заходах ФЛАУ
- скликає та проводить конференції, зібрання, семінари, наради та інші заходи з питань, що належать до компетенції ФЛАУ
- приймає іноземних спеціалістів та відправляє у відрядження за кордон представників учасників ФЛАУ, легкоатлетів, тренерів та інших спеціалістів легкої атлетики для роботи, навчання та розв'язання питань, пов'язаних з діяльністю ФЛАУ
- визначає свою внутрішню структуру, порядок, форми організації та оплати праці штатних працівників, залучених спеціалістів в установленому порядку, формує апарат для забезпечення діяльності ФЛАУ з оплатою праці на договірній основі
- створює робочі органи за основними напрямками діяльності ФЛАУ
- встановлює та стягує вступні й щорічні членські внески та внески учасників
- надає організаційну, консультативну та іншу допомогу учасникам і членам ФЛАУ
- отримує кошти та інше майно, яке передано ФЛАУ для розвитку легкої атлетики на підставах, не заборонених законодавством України
- купує, відчужує та отримує у користування рухоме та/або нерухоме майно, яке необхідне для забезпечення діяльності, списує власне майно з балансу, якщо воно зношене чи морально застаріле
- володіє, користується та розпоряджається коштами й майном, в тому числі земельними ділянками, спортивними та допоміжними спорудами, транспортними засобами та іншими матеріальними цінностями, які є власністю ФЛАУ, в порядку встановленому законодавством України
- приймає на баланс кошти та майно на підставах, не заборонених законом
- встановлює та стягує плату та сертифікацію, авторизацію та інші дії, пов'язані зі статутною діяльністю ФЛАУ
- створює матеріальні, подарункові й призові фонди для заохочення та популяризації легкої атлетики
- здійснює відповідно до закону підприємницьку діяльність безпосередньо та/або через створені в порядку, передбаченому законом, юридичні особи, яка відповідає меті ФЛАУ та сприяє її досягненню
- виконує державне замовлення відповідно до закону безпосередньо та/або через створені ФЛАУ юридичні особи
- засновує медіа з метою досягнення мети ФЛАУ
- бере участь у здійсненні державної регуляторної політики відповідно до закону
- бере участь у порядку, визначеному законодавством, у роботі консультативних, дорадчих та інших допоміжних органів, шо утворюються органами державної влади, органами влади Автономної Республіки Крим, органами місцевого самоврядування, проводить консультації з громадськими об'єднаннями у сфері, що стосується діяльності ФЛАУ
- володіє, користується та розпоряджається правами на свою символіку (емблеми та прапори), на власну фірмову (комерційну) назву, товарні знаки й знаки обслуговування, комерційні позначення (бренди), організовує виготовлення та реалізацію сувенірної, офіційної, пам'ятної й нагороджу вальної атрибутики ФЛАУ
- здійснює видавничу, рекламну, інформаційну діяльність, бере участь у теле- і радіопередачах
- вільно поширює інформацію про діяльність ФЛАУ, пропагує свою мету
- звертається у порядку, визначеному законом, до органів державної влади, органів влади Автономної Республіки Крим, органів місцевого самоврядування, їх посадових і службових осіб з пропозиціями (зауваженнями), заявами (клопотаннями), скаргами тощо
- одержує у порядку, визначеному законом, публічну інформацію, що знаходиться у володінні суб'єктів владних повноважень, інших розпорядників публічної інформації
- бере участь у порядку, визначеному законодавством, у розробленні проектів нормативно-правових актів, що видаються органами державної влади, органами влади Автономної Республіки Крим, органами місцевого самоврядування і стосуються сфери діяльності ФЛАУ та важливих питань державного і суспільного життя
- проводить мирні зібрання
- представляє та захищає свої права та законні інтереси своїх учасників і членів в органах державної влади України в порядку, передбаченому законом
- організовує та проводить чемпіонати, кубки й першості України, всеукраїнські й міжнародні змагання, інші змагання під егідою ФЛАУ, розробляє та затверджує положення, регламенти та інші нормативні акти про такі змагання, наділяє статусом чемпіонів, переможців першості, володарів кубків України, всеукраїнських та міжнародних змагань в рамках ФЛАУ
- здійснює формування та підготовку національних збірних команд України з легкої атлетики для участі в міжнародних спортивних змаганнях, веде реєстр легкоатлетів, який визначає їх статус
- формує, в тому числі на договірній основі, склади тренерів, персоналу наукового та медичного забезпечення, інших спеціалістів, які залучені для підготовки до участі національних збірних команд в міжнародних змаганнях, укладає контракти з легкоатлетами, тренерами та іншими спеціалістами національних збірних команд з легкої атлетики
- направляє легкоатлетів, тренерів, спортивних спеціалістів та суддів для участі в змаганнях, які передбачені календарем Світової легкої атлетики, Європейської легкоатлетичної асоціації та ФЛАУ
- встановлює обмеження на участь легкоатлетів у міжнародних і національних легкоатлетичних змаганнях, які не мають права виступати за збірні команди України відповідно до вимог та правил Світової легкої атлетики, Європейської легкоатлетичної асоціації та ФЛАУ
- вступає до міжнародних спортивних організацій, набуває права та виконує обов'язки, які відповідають статусу членів міжнародних спортивних організацій, якщо такі права та обов'язки не суперечать законодавству України
- підтримує прямі міжнародні контакти та зв'язки з благодійними, культурними, спортивними організаціями та укладає відповідні угоди
- бере участь в діяльності міжнародних симпозіумів, конференцій, виставок тощо
- представляє та захищає інтереси ФЛАУ, її учасників та членів в міжнародних спортивних організаціях та судах
- здійснює іншу діяльність, не заборонену законом[4]

## Учасники та члени ФЛАУ
Статутом ФЛАУ розрізняються учасники та члени цієї організації.

### Учасники
| Територіальна федерація | Президент        | Вебсайт         |  |
| ----------------------- | ---------------- | --------------- |  |
| АР Крим                 | Андрій Ревуцький |                 |  |
| Вінницька               | Олена Бех        | flavo.org.ua    |  |
| Волинська               | Володимир Рудюк  |                 |  |
| Дніпропетровська        | Ілля Баклінов    | flad.dp.ua      |  |
| Донецька                | Віктор Лис       |                 |  |
| Житомирська             | Юрій Ярмолицький |                 |  |
| Закарпатська            | Олег Коноваленко |                 |  |
| Запорізька              | Михайло Букрєєв  |                 |  |
| Івано-Франківська       | Віталій Матешко  | ifflao.at.ua    |  |
| Київська (область)      | Сергій Мартинов  |                 |  |
| Київська (місто)        | Віктор Грінюк    | fla-kyiv.org.ua |  |
| Кіровоградська          | Микола Грицай    |                 |  |
| Луганська               | Віктор Бризгін   |                 |  |
| Львівська               | Ярослав Свищ     |                 |  |

| Територіальна федерація | Президент            | Вебсайт             |  |
| ----------------------- | -------------------- | ------------------- |  |
| Миколаївська            | Володимир Кілярський |                     |  |
| Одеська                 | Юрій Білоног         |                     |  |
| Полтавська              | Марина Якуба         |                     |  |
| Рівненська              | Олег Машанєнков      | flaro.at.ua         |  |
| Сумська                 | Юрій Бова            | flaso.sumy.ua       |  |
| Тернопільська           | Валерій Єднак        | fla-to.blogspot.com |  |
| Харківська              | Мохамед Канаха       | flaxo.org.ua        |  |
| Херсонська              | Вікторія Гавренкова  |                     |  |
| Хмельницька             | Олександр Прокопов   |                     |  |
| Черкаська               | Леонід Сіренко       |                     |  |
| Чернівецька             | Валерій Чинуш        |                     |  |
| Чернігівська            | Володимир Святенко   | chfla.org.ua        |  |
| Севастополь             | Всеволод Конотоп     |                     |  |

Учасниками ФЛАУ є 27 громадських організацій — територіальних легкоатлетичних федерацій Автономної Республіки Крим, областей України, міст Києва та Севастополя.
Головним правом учасників ФЛАУ, яким не наділені члени ФЛАУ, є можливість брати участь через своїх представників на засіданнях Конференції та Ради ФЛАУ, які вирішують найважливіші питання діяльності організації.
Адміністративно-територіальна одиниця України може бути представлена лише одним учасником.
Вступ до ФЛАУ здійснюється на підставі рішення, ухваленого керівним органом територіальної федерації легкої атлетики та відповідної письмової заяви, яка подається до Секретаріату ФЛАУ. Рішення про набуття участі у ФЛАУ ухвалює Конференція ФЛАУ.
Припинення участі територіальних федерацій легкої атлетики у ФЛАУ здійснюється добровільно, на підставі рішення, ухваленого керівним органом територіальної федерації легкої атлетики та відповідної письмової заяви, яка подається до Секретаріату ФЛАУ, або шляхом виключення з учасників ФЛАУ у зв'язку з невиконанням або порушенням статутних та/або регламентних вимог Європейської легкоатлетичної асоціації або ФЛАУ. Рішення про припинення участі у ФЛАУ ухвалює Конференція ФЛАУ.
Призупинення участі територіальних федерацій легкої атлетики здійснюється у зв'язку з невиконанням або порушенням статутних та/або регламентних вимог Світової легкої атлетики, Європейської легкоатлетичної асоціації та ФЛАУ. Рішення про призупинення участі у ФЛАУ ухвалює Конференція ФЛАУ.

### Члени
Членами ФЛАУ є фізичні особи, які досягли 18 років та набули членства у ФЛАУ в порядку, передбаченому її статутом та внутрішніми положеннями. Станом на 30 червня 2020, нараховувалося 17 879 членів ФЛАУ, з них тих, які досягли віку 18 років, — 9 026 осіб. Члени ФЛАУ мають право обирати та бути обраними до органів ФЛАУ, представляти ФЛАУ у складі національних збірних, команд України на міжнародних змаганнях, брати участь у всеукраїнських та інших легкоатлетичних змаганнях і заходах, які проводяться в рамках ФЛАУ.

#### Почесні члени
У ФЛАУ передбачено також почесне членство. Звання «Почесний член ФЛАУ» може бути присвоєне легкоатлетам, тренерам, спеціалістам з легкої атлетики, суддям, громадським діячам та ветеранам спорту за істотний внесок у розвиток легкої атлетики.
Відповідно до статуту ФЛАУ, почесні члени мають право бути присутніми на Конференції ФЛАУ з правом дорадчого голосу, виступати та брати участь у обговоренні питань на засіданнях Ради ФЛАУ, а пропозиції (зауваження), заяви (клопотання) і скарги почених членів розглядаються Президентом ФЛАУ особисто.
Починаючи з 2004, звання почесеного члена ФЛАУ було присвоєно наступним особам:
- Володимир Баженков
- Валерій Борзов[2]
- Ольга Бризгіна[16]
- Сергій Бубка[2]
- Олександр Білязе
- Олександр Величко[16]
- Володимир Голубничий
- Семен Донський[2]
- Юрій Карпюк[17]
- Жорж Каруца[18]
- Володимир Кацман
- Тамара Козирєва[2]
- Микола Костенко
- Микола Кужукін
- Іван Леоненко
- Анатолій Мельник[16]
- Михайло Микіч[19]
- Микола Олійник
- Сергій Операйло
- Анатолій Орнанджі[2]
- Юрій Тумасов[17]

## Членство ФЛАУ в організаціях
ФЛАУ є повноправним членом низки міжнародних легкоатлетичних організацій:
- Світової легкої атлетики (з 1993)[20]
- Європейської легкоатлетичної асоціації[21]
- Асоціації Балканських легкоатлетичних федерацій[en] (з 2018)[22]

## Керівні органи ФЛАУ
Відповідно до статуту ФЛАУ, її керівними органами є:
- Конференція
- Рада
- Президент
- Виконавчий комітет

### Конференція
Конференція є вищим органом управління ФЛАУ. На засіданні Конференції учасники ФЛАУ представляються делегатами, які повинні бути членами відповідних територіальних федерацій легкої атлетики. Делегати обираються територіальними федераціями легкої атлетики в порядку, передбаченому їх статутами. Квота представництва делегатів встановлюється на рівні трьох делегатів від кожного учасника ФЛАУ з правом голосу для кожного такого делегата. Один з трьох делегатів на Конференцію ФЛАУ від кожної територіальної федерації обов'язково має бути атлетом/атлеткою (це можуть бути як чинні атлети, так і ті, які завершили кар'єру).
Засідання Конференції веде Президент ФЛАУ. Рішення Конференції ФЛАУ вважаються прийнятими, якщо за них проголосувала більшість від числа присутніх на її засіданні учасників.
Конференція, зокрема, визначає основні напрямки діяльності ФЛАУ; затверджує статут організації та вносить зміни і доповнення до нього; обирає та припиняє повноваження Президента ФЛАУ, трьох віцепрезидентів ФЛАУ (інших двох призначатиме Президент ФЛАУ), членів Ради ФЛАУ, членів Ревізійного та інших комітетів ФЛАУ; створює комітети ФЛАУ, встановлює їх кількісний склад та затверджує положення про порядок їх діяльності; ухвалює рішення про набуття участі у ФЛАУ, про призупинення та припинення участі у ФЛАУ; присвоює звання «Почесний член ФЛАУ».

### Рада
| Склад Ради ФЛАУ |
| --- |
| 1. Президент/ Ольга Саладуха 2. посада вакантна (перший віцепрезидент) 3. Віктор Грінюк (віцепрезидент) 4. Володимир Рудюк (віцепрезидент) 5. Наталія Добринська (віцепрезидент та голова Комітету атлетів) 6. В'ячеслав Тиртишник (головний тренер збірної) 1. Олена Бех 2. Віктор Бризгін 3. Анатолій Бугайов 4. Іван Гешко 5. Сергій Гужва 6. Олексій Даниленко 7. Валерій Єднак 8. Анатолій Коломоєць 9. Віталій Матешко 10. Олег Машанєнков 11. Ірина Новожилова 12. Олександр Прокопов 13. Ярослав Свищ |

Рада є керівним органом ФЛАУ, який діє в період між засіданнями Конференції ФЛАУ. Склад Ради ФЛАУ обирається Конференцією ФЛАУ строком на 4 роки. До складу Ради ФЛАУ з правом голосу входять: 14 членів Ради ФЛАУ, які обираються Конференцією ФЛАУ і члени Ради ФЛАУ — Президент ФЛАУ, Перший віцепрезидент ФЛАУ, Віцепрезиденти ФЛАУ, голова Комітету атлетів ФЛАУ та головний тренер збірної. Склад Ради ФЛАУ формується з урахуванням принципу територіального обмеження — кількість представників територіальних федерацій легкої атлетики у складі Ради ФЛАУ обмежується однією особою.
До складу Ради ФЛАУ з правом дорадчого голосу входять члени Рад Світової легкої атлетики та Європейської легкоатлетичної асоціації від ФЛАУ. Право бути присутнім без запрошення на засіданні Ради ФЛАУ, виступати та брати участь у обговоренні питань мають: генеральний секретар та члени Ревізійного комітету ФЛАУ, почесні члени ФЛАУ, керівники комітетів і комісій ФЛАУ.
Рада ФЛАУ правомочна, якщо на засіданні присутня кількість членів більше половини від загальної кількості членів Ради ФЛАУ, які уповноважені голосувати. Ухвалення рішень з усіх питань порядку денного засідання Ради ФЛАУ здійснюється простою більшістю голосів членів Ради.
Рада ФЛАУ, зокрема, організовує виконання визначених Конференцією ФЛАУ напрямків діяльності ФЛАУ і програмних документів з питань розвитку легкої атлетика в
Україні; створює постійно діючі та тимчасові комісії ФЛАУ, призначає їх голів та членів; погоджує кандидатуру Генерального секретаря; затверджує символіку ФЛАУ; затверджує Календарний план спортивних заходів ФЛАУ; ухвалює рішення про дисциплінарні заходи за порушення учасниками та членами ФЛАУ Конституції Світової легкої атлетики, статуту ФЛАУ та інших правил; розглядає питання та ухвалює рішення щодо призупинення та відновлення участі територіальної федерації легкої атлетики у ФЛАУ; розглядає питання та ухвалює рішення щодо відсторонення легкоатлетів, тренерів, суддів, спеціалістів та інших членів ФЛАУ у змаганнях та заходах ФЛАУ; заслуховує та затверджує звіти Президента ФЛАУ, Виконавчого комітету ФЛАУ та комісій ФЛАУ; затверджує порядок здійснення сертифікації спортивних споруд, трас і об'єктів інфраструктури легкоатлетичного призначення; затверджує порядок здійснення авторизації проектних, будівельних та інших організацій, які виконують проектні та інші, роботи з їх облаштування; вирішення інших питань, крім тих, що відносяться до виключної компетенції Конференції ФЛАУ.
Рада ФЛАУ може делегувати свої окремі повноваження Виконавчому комітету ФЛАУ в разі виникнення необхідності реалізації таких повноважень в період між засіданнями Ради ФЛАУ.

### Президент
| Президенти ФЛАУ |
| --- |

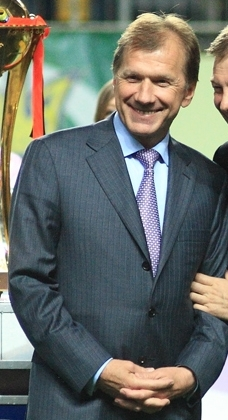
Равіль Сафіуллін,
4-й Президент ФЛАУ

| 1. Юрій Тумасов (1991—1996) 2. Валерій Борзов (1996—2012) 3. Ігор Гоцул (8 листопада 2012 — 10 жовтня 2020) 4. Равіль Сафіуллін (з 10 жовтня 2020) 5. Євген Пронін (4 грудня 2021 — 10 червня 2023, в. о.) 6. Ольга Саладуха (з 10 червня 2023, в. о.) |

Президент ФЛАУ є найвищою посадовою особою ФЛАУ, яка виступає гарантом дотримання статуту ФЛАУ, статутних та регламентних документів міжнародних легкоатлетичних організацій та законодавства України. Президент ФЛАУ підзвітний Конференції та Раді ФЛАУ. Президент ФЛАУ обирається із числа заявлених кандидатів строком на чотири роки. Перебування Президента на посаді обмежується двома строками поспіль.
Президент ФЛАУ, зокрема, представляє інтереси ФЛАУ без довіреності у відносинах з усіма державними органами України, правоохоронними органами, підприємствами, установами, організаціями та громадянами, а також у зовнішньоекономічних відносинах; організовує діяльність ФЛАУ відповідно до її статуту, статутних і
регламентних документів міжнародних легкоатлетичних організацій та законодавства України, контролює здійснення програм ФЛАУ; веде переговори та здійснює контроль за всіма переговорами з укладання основних договорів від імені ФЛАУ, підписує офіційні документи, видає доручення від імені ФЛАУ на виконання будь-яких дій; контролює роботу Секретаріату ФЛАУ; керує роботою Конференції, Ради та Виконкому ФЛАУ, головує на їх засіданнях; призначає та звільняє двох віцепрезидентів ФЛАУ (інших трьох обирає та звільняє Конференція ФЛАУ); призначає та звільняє Генерального секретаря ФЛАУ за погодженням із Радою ФЛАУ; встановлює розподіл обов'язків між Першим віцепрезидентом та віцепрезидентами ФЛАУ за погодженням із Радою ФЛАУ.
Президент ФЛАУ може делегувати свої повноваження Першому віцепрезиденту ФЛАУ та Віцепрезидентам ФЛАУ у разі виникнення необхідності такого делегування. У разі відсутності Президента ФЛАУ, в тому числі у зв'язку з неможливістю його подальшого перебування на посаді, до моменту його переобрання на засіданні Конференції його обов'язки виконує Перший віцепрезидент ФЛАУ, у випадку відсутності Першого віцепрезидента — один із Віцепрезидентів ФЛАУ.
Наприкінці листопада 2021 Равіль Сафіуллін подав заяву про відставку. Причиною прийнятого рішення полишити посаду стали розходження у поглядах з першим віцепрезидентиом ФЛАУ Оленою Говоровою стосовно того, хто повинен очолювати тренерський штаб національної легкоатлетичної збірної. На початку грудня 2021 Рада ФЛАУ погодилась із «неможливістю виконання обов'язків президента ФЛАУ Равілем Сафіулліним» та поклала на Євгена Проніна виконання обов'язків президента до обрання нового президента на Конференції ФЛАУ. 10 червня 2023, на період до наступної звітно-виборчої конференції ФЛАУ, виконання обов'язків президента ФЛАУ було довірено Ользі Саладусі.
Статут ФЛАУ також передбачає право Президента ФЛАУ своїм наказом надати статус почесного віце-президента ФЛАУ двум особам, які не матимуть права голоса у виконавчих органах ФЛАУ. Наприкінці 2021 такий статус був наданий Ользі Саладусі. По призначенні Ольги Саладухи виконуючою обов'язки президента ФЛАУ у червні 2023, нею були призначені двоє почесних віце-президентів ФЛАУ — Іван Гешко та Віталій Матешко.

### Виконавчий комітет
| Склад Виконкому ФЛАУ |
| --- |
| 1. Президент Ольга Саладуха 2. посада вакантна (перший віцепрезидент) 3. Віктор Грінюк (віцепрезидент) 4. Іван Гешко (віцепрезидент) 5. Наталія Добринська (віцепрезидент та голова Комітету атлетів) 6. Олексій Касьянов (генеральний секретар) 7. Олексій Сердюченко (головний тренер збірної) |

Виконавчий комітет ФЛАУ є органом керівництва поточною діяльністю ФЛАУ. Формою роботи Виконавчого комітету ФЛАУ є засідання, яке може бути черговим та позачерговим. Чергове засідання проводиться один раз на місяць. Позачергове засідання проводиться на вимогу будь-якого члена Виконавчого комітету.
До складу Виконавчого комітету з правом голосу входять дев'ять членів з правом голосу — Президент ФЛАУ, Перший віцепрезидент ФЛАУ, чотири віцепрезиденти ФЛАУ, голова Комітету атлетів ФЛАУ, Генеральний секретар та головний тренер збірної. Члени Ревізійного комітету ФЛАУ мають право бути присутнім без запрошення на засіданнях виконкому, виступати та брати участь у обговоренні питань. Виконавчий комітет ФЛАУ правомочний, якщо на засіданні присутня більшість від загальної кількості його членів. Ухвалення рішень з усіх питань порядку денного здійснюється простою більшістю голосів членів.
Виконавчий комітет ФЛАУ, зокрема, виконує рішення Конференції та Ради ФЛАУ; розробляє бюджет ФЛАУ на наступний рік; надає звіт Раді ФЛАУ про свою діяльність, у тому числі про виконання бюджету ФЛАУ; встановлює штатну чисельність Секретаріату ФЛАУ та затверджує його штатний розпис і Положення про нього; розробляє проект Календарного плану спортивних заходів ФЛАУ та подає його на затвердження Раді ФЛАУ, а також контролює його організацію та виконання; розглядає можливі порушення антидопінгових правил та ухвалює рішення щодо наслідків таких порушень стосовно спортсменів та інших осіб, здійснює інші юридичні, в тому числі дисциплінарні та провадження з етики; затверджує кількісний і персональний склад офіційних делегацій ФЛАУ на участь у спортивних та інших заходах; заслуховує та затверджує звіти Генерального секретаря ФЛАУ, головного тренера збірної і головних тренерів з видів легкої атлетики та структурних підрозділів Секретаріату ФЛАУ.

## Інші органи та посадові особи

### Секретаріат
Секретаріат ФЛАУ є адміністративним апаратом, який здійснює поточну виконавчо-розпорядчу та фінансово-господарську діяльність ФЛАУ. Керівництво Секретаріатом здійснює Генеральний секретар ФЛАУ. Контракт із Генеральним секретарем укладає від імені ФЛАУ її Президент після погодження кандидатури
Генерального секретаря Радою ФЛАУ. Генеральний секретар ФЛАУ має право бути присутнім без запрошення на засіданнях Конференції, Ради та Виконавчого комітету ФЛАУ, виступати та брати участь у обговоренні питань.
Генеральною секретаркою ФЛАУ є Іоланта Хропач.

### Комітети
Комітети ФЛАУ є колегіальними органами, створеними Конференцією ФЛАУ для здійснення передбачених статутом ФЛАУ функцій.
Комітети підзвітні Конференції ФЛАУ.
У межах ФЛАУ функціонують наступні комітети:
1. Ревізійний комітет (голова — Андрій Комаров)[2]
2. Жіночий комітет (голова — Ганна Касьянова)[33][34]
3. Комітет атлетів (голова — Анна Рижикова)[35]

Відповідно до статуту ФЛАУ ревізійний комітет є контролюючим органом ФЛАУ, який здійснює заходи контролю за діяльністю ФЛАУ, її керівними органами за використанням коштів Державного бюджету України, місцевих бюджетів, поданням та оприлюдненням звітів про цільове використання цих та інших коштів відповідно до закону, веденням бухгалтерського обліку, фінансової та статистичної звітності, сплатою до бюджету обов'язкових платежів відповідно до закону, застосуванням і використанням пільг, у тому числі з оподаткування, підготовкою і поданням річних фінансових звітів щодо зазначення детального аналізу доходів і витрат, забезпеченням зарахування і витрачання повністю всіх коштів у спосіб, що узгоджується з цілями та завданнями заявленої діяльності ФЛАУ, дотриманням законодавства та інших нормативно-правових актів України.

### Комісії
Комісії ФЛАУ є колегіальними органами, створеними Радою ФДАУ на постійній чи тимчасовій основі для здійснення функцій, передбачених статутом ФЛАУ та рішеннями його Ради.
Комісії ФЛАУ підзвітні Раді ФЛАУ.
У межах ФЛАУ діють наступні комісії:
1. Комісія розвитку (посада голови комісії вакантна[25])
2. Комісія спортивних споруд (голова — Володимир Рудюк)
3. Комісія змагань (голова — Віктор Грінюк)
4. Комісія з позастадіонних видів (шосейний біг, трейл, ультрамарафон, крос, гірський біг, добовий біг)[39] (голова — Віктор Грінюк)
5. Комісія з етики та юридичних проваджень (голова — Євген Пронін)
6. Комісія ветеранів
7. Тимчасова комісія з питань протидії організації неправомірних легкоатлетичних заходів і змагань та участі в них членів ФЛАУ (голова — Євген Пронін)
8. Комісія з питань реформування структури Секретаріату ФЛАУ

Приводом для створення тимчасової комісії з питань протидії організації неправомірних легкоатлетичних заходів і змагань та участі в них членів ФЛАУ стала тимчасова окупація українських територій в АР Крим, Донецькій та Луганській областях. Комісія переслідує дві мети: захист інтересів легкої атлетики і вимагання безумовного виконання Статуту та Конституції Світової легкоїх атлетики, а також захист інтересів України засобами, які доступні для спорту. Робота ведеться у трьох напрямках:
- Усіляка протидія проведенню несанкціонованих змагань на окупованих територіях. Цей напрямок включає в себе наступні моменти — невизнання результатів, невизнання змагань і застосування санкцій щодо спортсменів, які беруть участь в несанкціонованих змаганнях.
- Відстеження виконання рішень ФЛАУ стосовно того, що українські спортсмени можуть виступати на території Росії лише за спеціального дозволу ФЛАУ, а також вимагання санкцій до порушників.
- Недопущення засобами спорту легалізації Криму та частин Донецької та Луганської областей як територій, що не належать Україні. Крим, Донецька та Луганські області за визнанням міжнародної спільноти є частиною України, і лише ФЛАУ має право на організацію там легкоатлетичних змагань та заходів[40].

### Тренери
Для координації підготовки та участі у змаганнях спортсменів, комунікації з їх персональними тренерами та органами ФЛАУ щодо цього, працюють:
- В. о. державного тренера національної збірної команди України з легкої атлетики (Олексій Сердюченко)
- В. о. головного тренера національної збірної команди України з легкої атлетики (Максим Островський)[42]
- Головні тренери з видів легкої атлетики:
  - спринт (посада залишається вакантною; головному тренеру зі спринту допомагає старша тренерка Христина Ромащук)
  - витривалість (Сергій Лебідь, якому допомагають старші тренери Леонід Масунов, Євген Мазур та Олексій Казанін[ru])
  - стрибки (Олександр Романюк, якому допомагає старший тренер Олексій Сердюченко)
  - метання (Ірина Новожилова, якій допомагає старший тренер Максим Островський)
  - багатоборства (Олександр Невський, якому допомагає старший тренер Олексій Касьянов
- Головний тренер з резерву (Андрій Каратєєв), якому допомагає старша тренерка з резерву Інна Золотова)

## Основні міжнародні події за участі ФЛАУ
За участі ФЛАУ в України була проведена низка міжнародних змагань та заходів:
- 2006 — Кубок Європи з легкоатлетичних багатоборств (перша ліга) (Ялта)
- 2007 — Кубок Європи із зимових метань (Ялта)
- 2010 — засідання Ради ІААФ (спільно з НОК України) (Київ)[43]
- 2013 — Чемпіонат світу з легкої атлетики серед юнаків (Донецьк)
- 2019 — Чемпіонат Асоціації балканських легкоатлетичних федерацій з напівмарафону (Київ)[44]
- 2019 — Командний чемпіонат Європи з багатоборств (суперліга) (Луцьк)
- 2020 — Чемпіонат Асоціації балканських легкоатлетичних федерацій зі спортивної ходьби (Івано-Франківськ)[45]
- 2021 — Чемпіонат Асоціації балканських легкоатлетичних федерацій з марафонського бігу (Київ)[46]

## Взаємовідносини з Мінмолодьспорту

### Національний статус
2014 року Міністерство молоді та спорту України (скорочено — Мінмолодьспорту) надало ФЛАУ статус національної спортивної федерації.
Відповідно до Закону України «Про фізичну культуру і спорт», це надало ФЛАУ можливість, на підставі укладеного з Мінмолодьспорту договору:
- забезпечувати розвиток легкої атлетики як виду спорту
- представляти легку атлетику як вид спорту у відповідних міжнародних спортивних федераціях та на міжнародних спортивних змаганнях
- здійснювати організацію та проведення офіційних міжнародних спортивних змагань на території України та всеукраїнських спортивних змагань
- отримувати з державного бюджету фінансову підтримку на розвиток легкої атлетики, організацію і проведення спортивних заходів.

### Державний експеримент
Починаючи з 2015, ФЛАУ бере участь у експерименті щодо залучення Міністерством молоді та спорту національних спортивних федерацій з окремих олімпійських та неолімпійських видів спорту до організації і проведення спортивних заходів, запровадженому постановою Кабінету Міністрів України від 5 серпня 2015 р. № 573 «Про проведення експерименту щодо залучення Міністерством молоді та спорту національних спортивних федерацій з окремих олімпійських та неолімпійських видів спорту до організації і проведення спортивних заходів та внесення змін до постанов Кабінету Міністрів України від 8 липня 2009 р. № 695 і від 29 лютого 2012 р. № 152».
У рамках проведення експерименту ФЛАУ забезпечує організацію і проведення спортивних заходів з легкої атлетики, включених до Єдиного календарного плану фізкультурно-оздоровчих та спортивних заходів на відповідний рік:
- навчально-тренувальні збори національних збірних команд на території України та за кордоном
- всеукраїнські та міжнародні спортивні змагання, що проводяться на території України
- забезпечення участі національних збірних команд у зазначених міжнародних змаганнях, що проводяться на території України та за кордоном.

З цією метою ФЛАУ самостійно (без участі Мінмолодьспорту):
- видає власні розпорядчі документи та затверджує кошториси спортивних заходів
- затверджує списки учасників навчально-тренувальних зборів
- затверджує списки суддів всеукраїнських спортивних змагань
- комплектує склад офіційних делегацій
- забезпечує організаційне супроводження спортивних заходів.

Обсяг бюджетних коштів для організації і проведення ФЛАУ спортивних заходів визначається Мінмолодьспортом з урахуванням поданих ФЛАУ обґрунтувань потреби в таких коштах і детальних розрахунків витрат, визначених на підставі норм та нормативів, діючих цін і тарифів.
Для здійснення спортивних заходів Мінмолодьспорт укладало з ФЛАУ договір, яким було визначено права, обов'язки та відповідальність сторін, строк дії договору, причини його дострокового розірвання, очікуваний результат проведення експерименту, орієнтовні обсяги бюджетного фінансування та обсяги коштів федерації, необхідних для здійснення зазначених заходів, умови корегування таких обсягів, форму кошторису на організацію і проведення спортивних заходів, строки та форму подання щомісяця та щороку звітів про їх проведення, строк подання підсумкового звіту про результати проведеного експерименту тощо.
На початку 2022 Міністерство молоді та спорту повідомило ФЛАУ про небажання продовжувати договір на 2022 рік.

## Благодійний фонд
26 серпня 2022 було оголошено про початок діяльності Фонду підтримки Федерації легкої атлетики України як благодійної організації. Метою діяльності організації є акумулювання благодійних внесків (пожертвувань) фізичних та юридичних осіб з метою подальшої допомоги спортсменам Федерації легкої атлетики України, а також усебічної підтримки розвитку спортивних дисциплін легкої атлетики в Україні.

## Нагороди ФЛАУ
- Відзнака Президента Світової легкої атлетики (2022)[60][61]

## Партнери ФЛАУ

Логотип Громадської спілки «Легка атлетика України»

- Міністерство молоді та спорту України
- Національний олімпійський комітет України
- INTERTOP[62]
- Адвокатське об'єднання «Могильницький та партнери»
- Юридична компанія «Пронін та партнери»[63]
- Національна рада спортивної реабілітації захисників України[64]
- Міжнародні авіалінії України[65]
- Podium Sport Marketing Group[66]
- ASICS[67]
- Інститут вертебрології та реабілітації[68]
- Мегабанк[69]
- Сумський державний університет[70]
- BLACKROLL Україна[71]
- XSPORT
- Nordic Sport[72]
- I am IDEA[73]
- Українська спортивна клініка[74]
- Tribuna.com[75]
- PlantIn[76]